# Phytomyza minuscula
Phytomyza minuscula är en tvåvingeart som beskrevs av Goureau 1851. Phytomyza minuscula ingår i släktet Phytomyza och familjen minerarflugor. Arten är reproducerande i Sverige. Inga underarter finns listade i Catalogue of Life.